# Nikolaj Andrejev (matematiker)
Nikolaj Andrejev (ryska: Николай Николаевич Андреев), född 5 februari 1975, är en rysk matematiker och populariserare av matematik.